# Sant Romà de Real
Sant Romà de Ral (Saint-Romain de Réal en francès) és l'església parroquial de la comuna nord-catalana de Real, o Ral, a la comarca del Capcir.
Està dedicada a Romà d'Antioquia, màrtir. L'església es dreça dalt d'una elevació, als afores del poble, al nord, amb una vista excel·lent de l'Embassament de Puigbalador i del sector nord de la comarca.

## Història
A la documentació conservada se l'esmenta per primera vegada el 893, i poc després el 908 (ecclesia San Romananus de Real), i reapareix periòdicament, com el 1266 i en anys posteriors. Més endavant, fou engrandida, i l'església actual respon principalment a les reformes acabades el 1744, data que s'esculpí a la nova porta d'entrada. El 1851 s'afegí una sagristia al temple.
Sant Romà de Real va ser declarat Monument històric de França el 23 de novembre del 1982.

## Arquitectura

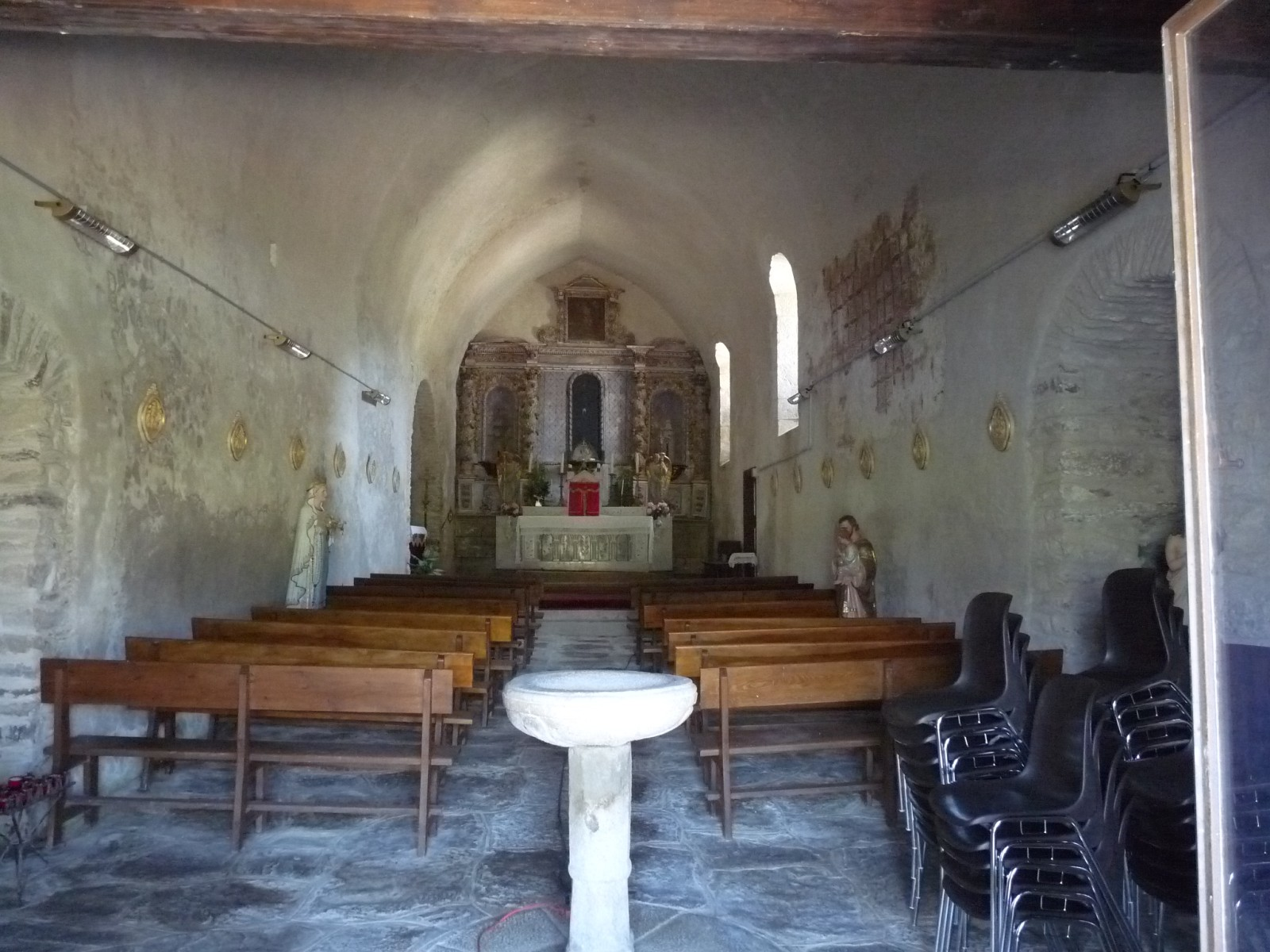
Vista interior

De la primera etapa constructiva, romànica, possiblement del segle xi, se'n conserva encara una decoració amb bandes llombardes a la façana meridional, amb un grup de sis arcades i un altre de cinc, i una petita finestra absidal. La nau única amb coberta de volta de canó, amb la reforma del segle xviii passà a tenir la capçalera plana i va perdre l'absis original. És separada de la nau principal per un arc. També se li afegí una capella lateral al nord i, més endavant, la sagristia al sud.

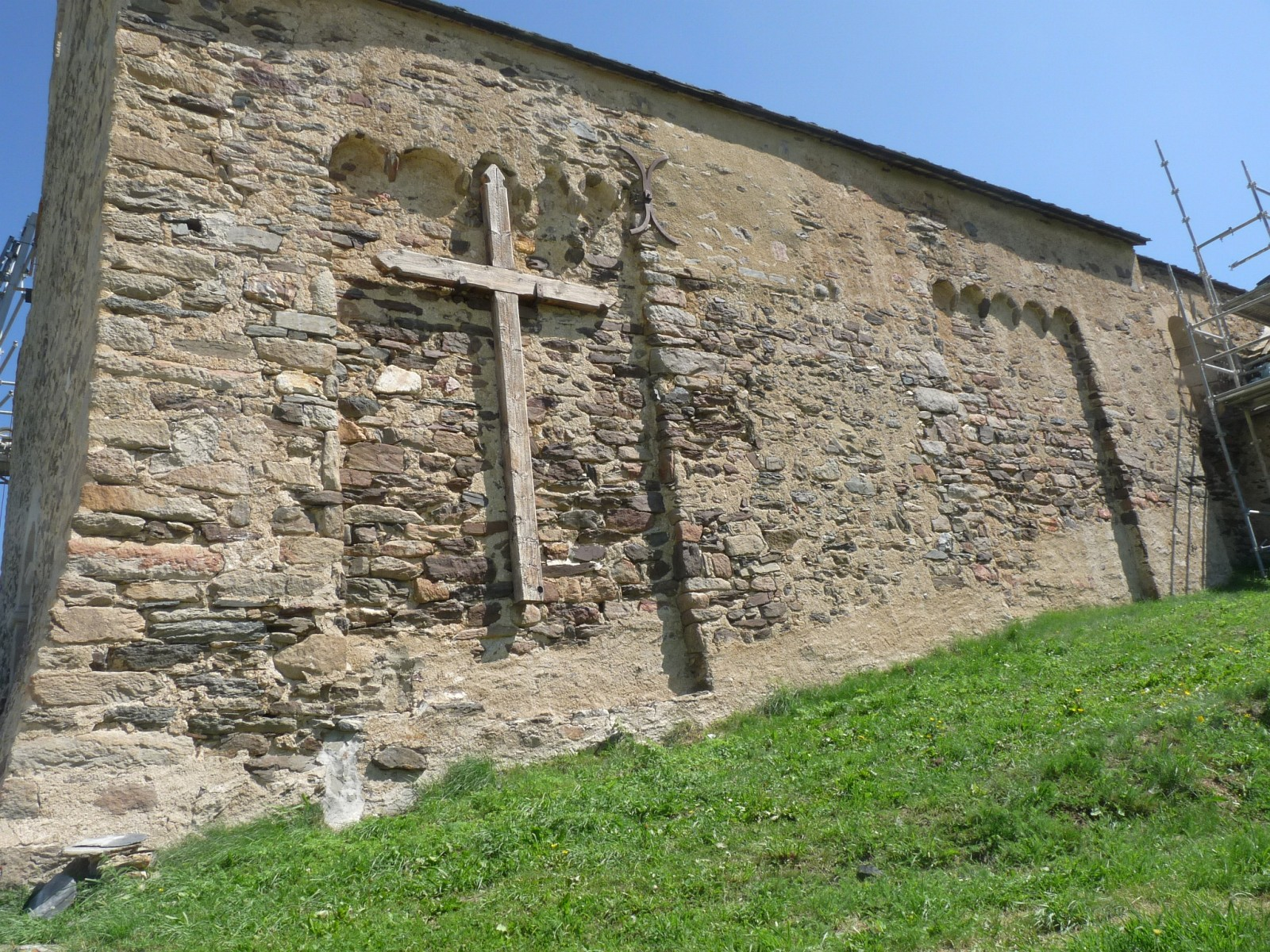
Vista del lateral de migjorn

La portalada, rematada per un arc semicircular fet de granit, és a la façana oest i reemplaça l'entrada original, orientada al sud (com tantes altres esglésies amb porta al migdia) i cegada quan fou substituïda. La façana nord sembla totalment refeta en la reconstrucció del 1744, moment en què se li deurien afegir contraforts per donar-li solidesa. El majestuós campanar d'espadanya per dessobre de l'entrada, es compon de dues grans obertures paral·leles que contenen les campanes, i està rematat per una petita creu. Les dues campanes, del 1807 i dedicades als patrons santa Maximina i sant Romà, foren obra de la foneria de Mill Guillaume.

## Mobiliari
L'església conserva una pila baptismal del segle xi, pintures al fresc del XVI i les restes d'un retaule barroc. Atribuït al carcassonenc Joan Jaume Mélair i datat cap als finals del segle xvii el retaule mostra al centre la Mare amb l'Infant, flanquejada per estàtues de santa Maximina i sant Romà. En el cementiri veí es pot observar una creu en ferro forjat datada del 1790.